# Адам Заменгоф
Адам Лазарович Заменгоф (есп. Adamo Zamenhof, пол. Adam Zamenhof; 11 червня 1888, Варшава — 29 січня 1940, Пальміри) — польський лікар-офтальмолог та есперантист, син Людвіка Заменгофа, отримав постдокторський ступінь (пол. habilitation), вміло грав на віолончелі.

## Біографія
Народився в 1888 році у Варшаві. Адам був першою дитиною в родині творця есперанто Л. Л. Заменгофа.
За освітою — лікар-офтальмолог, працював в Єврейській лікарні Варшави, а з 16 вересня 1939 року був її директором.
Після окупації Варшави військами нацистської Німеччини, 1 жовтня 1939 року Адам Заменгоф був заарештований і відправлений до концтабору в Пальміри, де 29 січня 1940 року його розстріляли.
Був одружений з Вандою Залєскі-Заменгоф (до шлюбу Френкель), їх син — Луї-Крістоф — відомий французький інженер-будівельник та есперантист.

## Книги
- Adam Zamenhof, Reinhard Haupenthal. Contribution à l'étude de l'étiologie et des variations de l'astigmatisme cornéen. 1912[5]

## Вшанування пам'яті
- Ім'я Адама Заменгофа увічнено в музеї Яд-Вашем[6].
- В університетах продовжують пам'ятати про видатного земляка навіть. Наприклад, в департаменті історії та медицини міста Білосток (англ. Medical University of Bialystok) пройшов семінар, присвячений Адаму Заменгофу[7].